# Mister Dex
Mister Dex (dawniej Ex Problem) – polski zespół muzyczny wykonujący muzykę z gatunku disco polo.

## Historia
Zespół powstał w 1994 roku. Skład zespołu stanowią byli członkowie zespołu Ex Problem: Piotr Bechcicki (wokal, muzyka i teksty), Tomasz Ptasiński (instrumenty perkusyjne) i Mariusz Sobieraj (instrumenty klawiszowe). Popularność wśród fanów muzyki disco polo zaczęła wzrastać za sprawą piosenki pt. „Baju baj”. Inne znane utwory zespołu to m.in. „Kopciuszek”, „Karino”, „Naprawdę jaka jesteś”, „Miłość na zawołanie”, „Podarunki”, „Ech życie, życie”, „Niekochane kobiety”, „Byłaś mi słońcem” oraz „Deszcz i łzy”. W latach 90. XX wieku był jednym z najbardziej znanych przedstawicieli tego gatunku muzyki. Zespół ma na swoim koncie wydaną w 1996 roku autobiograficzną książkę „Twój Romeo” oraz gościnny udział w dwóch polskich produkcjach filmowych: „Kochaj i rób co chcesz” i „Jak to się robi z dziewczynami”. Na ścieżkach dźwiękowych do obu tych filmów znalazły się jego piosenki. Grupa zdobyła kilka nagród m.in. Złotą i Platynową Płytę. Zespół wielokrotnie występował m.in. w Sali Kongresowej w Warszawie, amfiteatrze w Kołobrzegu, w poznańskiej „Arenie” i katowickim „Spodku”. W 2002 roku po zakończeniu emisji na antenie telewizji Polsat programu „Disco Relax” zespół zawiesił działalność na 2 lata. Działalność wznowił w 2004 roku.

## Dyskografia
Jako Ex Problem
- Śpiąca królewna (1991)[4]
- Lubię sex! (1992)[5]
- Niespodzianka  (1992)[6]
- Lady Blue (1992)[7]
- Zatańcz mi! (1992)
- Szalona małolata (1993)[8]
- Sam na sam (1993)[9]

Jako Mister Dex
- Szmaragdowa przygoda (1994)[10]
- To mój świat (1995)[11]
- Kopciuszek (1995)[12]
- Gwiazdka (1995)[13]
- Miłość na zawołanie (1996)[14]
- Podarunki (1997)[15]
- Jesteś wiatrem (1997)[16]
- Wszystko dla Ciebie (1998)[17]
- Czułe słówka (1999)[18]
- Deszcz i łzy (2000)[19]
- Złota kolekcja (2001)
- Znowu razem (2007)[20]

Kompilacje
- Baju Baj Vol.1 (2005)
- Kopciuszek Vol.2 (2005)[21]

Albumy nieoficjalne
- Kopciuszek "THE BEST" (2005)